# UGC 11397
UGC 11397 ist eine Spiralgalaxie im Sternbild Leier. Sie ist rund 212 Millionen Lichtjahre von der Milchstraße entfernt. Das Zerntrum der Galaxie besitzt ein supermassereiches Schwarzes Loch mit einer 174-millionenfachen Sonnenmasse.